# Угланов Микола Олександрович
Микола Олександрович Угланов (17 грудня 1886, село Феодоріцьке Рибінського повіту Ярославської губернії, тепер Ярославської області, Російська Федерація — розстріляний 31 травня 1937, місто Москва, тепер Російська Федерація) — радянський партійний діяч, секретар ЦК ВКП(б). Член ВЦВК, ЦВК СРСР 1—5-го скликань. Кандидат у члени ЦК ВКП(б) у 1921—1922 роках. Член ЦК ВКП(б) у 1923—1930 роках. Член Організаційного бюро ЦК ВКП(б) з 20 серпня 1924 по 24 квітня 1929 року. Кандидат у члени Політичного бюро ЦК ВКП(б) з 1 січня 1926 по 24 квітня 1929 року.

## Життєпис
Народився в селянській родині. Закінчив початкове народне училище. У 1898 році працював учнем прикажчика на залізо-інструментальному складі в Санкт-Петербурзі. Утік додому, наймитував. У 1902—1908 роках — прикажчик-підручний у торгівельних підприємства Санкт-Петербурга.
У соціал-демократичному русі з 1903 року. Брав участь у революції 1905—1907 років.
Член РСДРП(б) з 1907 року.
У листопаді 1908 — листопаді 1911 року — в російській армії, унтер-офіцер.
Після демобілізації з 1912 по 1914 рік працював прикажчиком інструментального і металевого складу братів Федулових у Санкт-Петербурзі, брав участь у діяльності профспілок. У 1913 році вибраний головою Спілки торгово-промислових службовців Санкт-Петербурга. Брав участь у діяльності робітничої комісії більшовицької фракції IV Державної думи. За революційну діяльність був заарештований, перебував у в'язниці.
У 1914 — липні 1916 року — в російській армії, унтер-офіцер. Учасник Першої світової війни. Після поранення у 1916 році був комісований з армії.
У 1916 — березні 1917 року — прикажчик складу Воронцова в Петрограді.
З березня 1917 року — член Петроградської ради, член Петроградського військово-революційного комітету, один із організаторів Червоної гвардії Петрограда.
З 1918 року — член та голова Комісії з організації збройних продовольчих загонів, голова Петроградської окружної комісії по боротьбі з дезертирством, секретар Петроградської Спілки торгово-промислових службовців. З травня 1919 року — член колегії комісаріату продовольства Петрограда.
23 листопада 1919 — 21 лютого 1920 року — військовий комісар 55-ї стрілецької дивізії Червоній армії. У 1920 році — військовий комісар Карельської бойової дільниці РСЧА.
У березні 1920 — березні 1921 року — відповідальний секретар Петроградської губернської ради профспілок. З 1 по 22 вересня 1920 року — завідувач відділу праці Петроградської ради і виконавчого комітету Петроградської губернської ради.
21 лютого — грудень 1921 року — відповідальний секретар Петроградського губернського комітету РКП(б). У 1921—1922 роках — член Північного обласного бюро ЦК РКП(б).
У березні 1921 року був учасником придушення Кронштадтського повстання — військовим комісаром Північної групи військ Кронштадтського фронту.
У лютому — квітні 1922 року — завідувач організаційного відділу — заступник відповідального секретаря Нижньогородського губернського комітету РКП(б).
29 квітня 1922 — 22 серпня 1924 року — відповідальний секретар Нижньогородського губернського комітету РКП(б).
20 серпня 1924 — 24 квітня 1929 року — секретар ЦК ВКП(б).
Одночасно, у вересні 1924 — 27 листопада 1928 року — відповідальний секретар Московського губернського комітету РКП(б) (ВКП(б)).
29 листопада 1928 — 3 серпня 1930 року — народний комісар праці СРСР.
15 березня 1929 — 23 вересня 1930 року — член Ради праці і оборони СРСР.
20 травня 1931 — 21 січня 1932 року — голова правління Волго-Каспійського державного рибного тресту в Астрахані, уповноважений Народного комісаріату постачання СРСР по Астраханському району.
З березня по жовтень 1932 року — начальник сектора із виробництва товарів широкого вжитку Народного комісаріату важкої промисловості СРСР та член комітетів із товарних фондів та промислової кооперації і кустарної промисловості при Раді праці і оборони СРСР.
9 жовтня 1932 року виключений з ВКП(б) за опозиційну діяльність.
Декілька місяців був безробітним. З січня по лютий 1932 року працював керуючим на золотій копальні «Знаменський» в Алдані Західно-Сибірського краю.
17 лютого 1933 року арештований, 16 квітня 1933 року звільнений з ув'язнення.
З травня 1933 по серпень 1936 року — керуючий «Обрибтресту» в місті Тобольську Західно-Сибірського краю.
10 березня 1934 року поновлений у ВКП(б).
23 серпня 1936 року заарештований органами НКВС. Засуджений Воєнною колегією Верховного суду СРСР 31 травня 1937 року до страти, розстріляний того ж дня. Похований на Донському цвинтарі Москви.
18 липня 1989 року реабілітований, 9 серпня 1989 року посмертно поновлений у партії.

## Нагороди
- орден Червоного Прапора (1921)